# Abu Zakariyya Yahya I

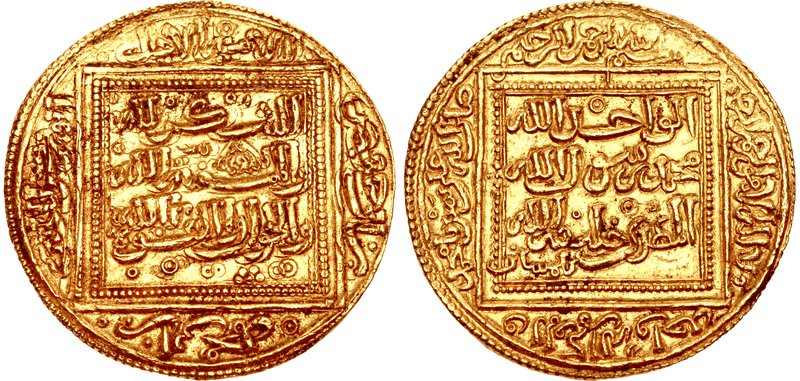
Doble dinar de Abu Zakariyya Yahya I

Abu Zakariyya Yahya ibn Abd al-Wáhid (1203-1249; en árabe: أبو زكريا يحيى بن حفص‎) fue el primer sultán independiente háfsida, dinastía que rigió Ifriqiya durante tres siglos. Hermano del exgobernador de la región de Abu Muhámmad Abd al-Lah, entonces el hijo de Abu-Muhámmad Abd-al-Wahid ibn Abi-Hafs, compañero del autoproclamado Mahdi Ibn Túmart y primer gobernador de Ifriqiya en nombre de los almohades.

## Biografía

### Orígenes
Fue el gobernador en nombre de los almohades de Marrakech, la dinastía que controlaba todo el Magreb y al-Ándalus, de Gabes y después de Túnez en 1229, habiendo heredado en Túnez la posición de su padre y nombrado en Gabes por su hermano.

### Llegar al poder y la independencia
Siendo gobernador de Gabes, en 1228 derrocó a su hermano Abu Muhámmad Abd al-Lah, gobernador almohade de Ifriqiya, establecido en Túnez, y logró el gobierno de esta región. 
Era un observador fiel de la doctrina mahdí establecida por Ibn Túmart. Cuando el califa almohade de Marrakech Abd al-Mumin derrocó y mató a dos de sus hermanos y rechazó dicha doctrina a favor de la sunita, y además, instruyó a los imanes para insultar a Ibn Túmart en las mezquitas y canceló la llamada a la oración en bereber. Abu Zakariyya se rebeló contra la autoridad central y declaró su independencia de Marrakech. En noviembre o diciembre de 1229 dejó de hacer la jutba u oración del viernes en nombre del califa almohade, al que no consideraba seguidor estricto de las doctrinas almohades. El 1230 se apoderó de Constantina y Bugía y en 1234 expulsó a los últimos focos de los mallorquines Banu Ganiya al sur de Constantina y a la Tripolitana —los Banu Ganiya quedaron liquidados definitivamente en 1237—. En 1235 se apoderó de Argel y el año siguiente del valle del río Cheliff. En 1236 o 1237 hizo leer la jutba en su propio nombre, consagrando así su independencia y fundando la dinastía hafsí.

### La consolidación del poder
En 1230 conquistó Constantina y Bugía, y en 1234 expulsó a los descendientes de los Banu Ganiya al sur de Constantina y Tripolitania, se anexionó Argel en 1235 y sometió importantes confederaciones tribales de los bereberes 1235-1238.
Favoreció a los Banu Sulaym (Kuub y Mírdain) de la Tripolitana, que rechazaron a los dawawíes (Banu Riyah) en la región de Constantina y el Zab. En 1238 sometió a los hawwara que habitaban entre Argelia y Túnez.
En al-Ándalus, en 1238 las tropas de la Corona de Aragón bajo el mando de Jaime I estaban cerca de Valencia y las ciudades del sur del reino se sometieron a Aziz ben Jatab de Murcia; en esta situación el rey Zayyan ibn Mardanish realizó una llamada de auxilio al emir hafsí que le envió una flota de ayuda, pero los barcos no pudieron desembarcar y se retiraron (25 de agosto). Desembarcando las provisiones en Denia antes de regresar a Túnez. Zayyán huyó y los catalanes entraron en Valencia (28 de septiembre) fijándose la frontera en el Júcar; Zayán conservó Denia, Alcira y Cullera y otras poblaciones, donde como vasallo de los hafsíes firmó con el rey Jaime una tregua por siete años. Abu Zakariyya Yahya fue reconocido como soberano incluso por el emir de Sevilla (1238).
En 1239, cuando Zayán fue llamado al trono de Murcia —después que el emir Aziz ibn Jattab fuera derrocado en una revuelta— reiteró su lealtad al emir hafsí —pero Abu Yaáfar ibn Isam se hizo independiente en Orihuela, Abu Abdalah Muhámmad ibn Ali ben Ahli se independizó en Lorca, y otros notables locales se declararon independientes en Cartagena y Mula, y no quisieron reconocer al hafsí—. En 1241 Zayán fue derrocado por Muhámmad ibn Hud Baha al-Dawla —al que se sometió el emir de Orihuela— y el nuevo emir no reconoció al emir hafsí. En respuesta, Abu Zakariya Yahya envió una flota que se apoderó de Alicante, pero la tuvieron que evacuar al poco.
En 1242 hizo frente con éxito a un grave complot contra su gobierno y luego, con un poderoso ejército (según fuentes de la época sólo los arqueros eran 30 000), atacó Tremecén, capital del Reino zayyánida, que ocupó en julio, forzando al sultán zayyaní Abu Yahya I Yaghmurassan ibn Zayyan a huir a los territorios de las tribus de Banu Ournid. Abu Zakariyya, sin embargo, debido a la popularidad que gozaba, restableció en el trono al emir abdalwadí, que se tuvo que declarar su vasallo y aliado contra el nuevo califa almohade al-Hasan al-Said. De vuelta dio el gobierno de sus territorios a los jefes tribales de los Banu Tuyin (Al-Abbás del río Cheliff recibió Miliana, Tenes, Brechk y Cherchell) formando una serie de pequeños estados entre su dominio y los estados del Magreb occidental.
En el diciembre de 1242, el califa Abd al-Wáhid II, murió, dejando a Abu Zakariya como el gobernante más poderoso del Magreb. En este tiempo los hafsíes ocuparon también el emirato bereber de Siyilmasa que conservaron trece años. El emir de Granada al-Ahmar (1242), el de Arjona, el de Málaga y el de Almería reconocieron la soberanía hafsí. En 1243 el gobernador almohade de Ceuta Abu Ali ben Jalas se sublevó e hizo jutba en nombre del emir hafsí.
En la batalla del Guadalquivir en 1247 los castellanos derrotaron en un combate a la flota de Ceuta y Tánger, y pusieron cerco a esta ciudad en agosto de 1247 pero mientras la amenaza cristiana era fuerte en Sevilla y Andalucía, Trípoli se declaraba por el emir hafsí. El 23 de noviembre de 1248 Sevilla fue ocupada por los castellanos, y el emir Axfalat recibió en feudo Niebla, pero no consta si hizo la jutba en nombre del emir hafsí; a Sevilla siguieron otras ciudades de la región que cayeron en manos de los castellanos que el 4 de diciembre entraron en Alicante. En este año murió el emir feudatario de Ceuta Abu Ali ben Jalas y Abu Zakariya Yahya impuso en el gobierno a su primo Ibn Shahid, que no tuvo apoyo en la ciudad.
Su astucia y habilidad le permitió, al final de su reinado, controlar un estado fuerte, donde las dinastías: meriní en Magreb al-Aqsa (el actual Marruecos), ziyaní del Reino de Telemcén y nazarí del Reino de Granada le habían reconocido formalmente como su señor.

### Política, la economía y la arquitectura

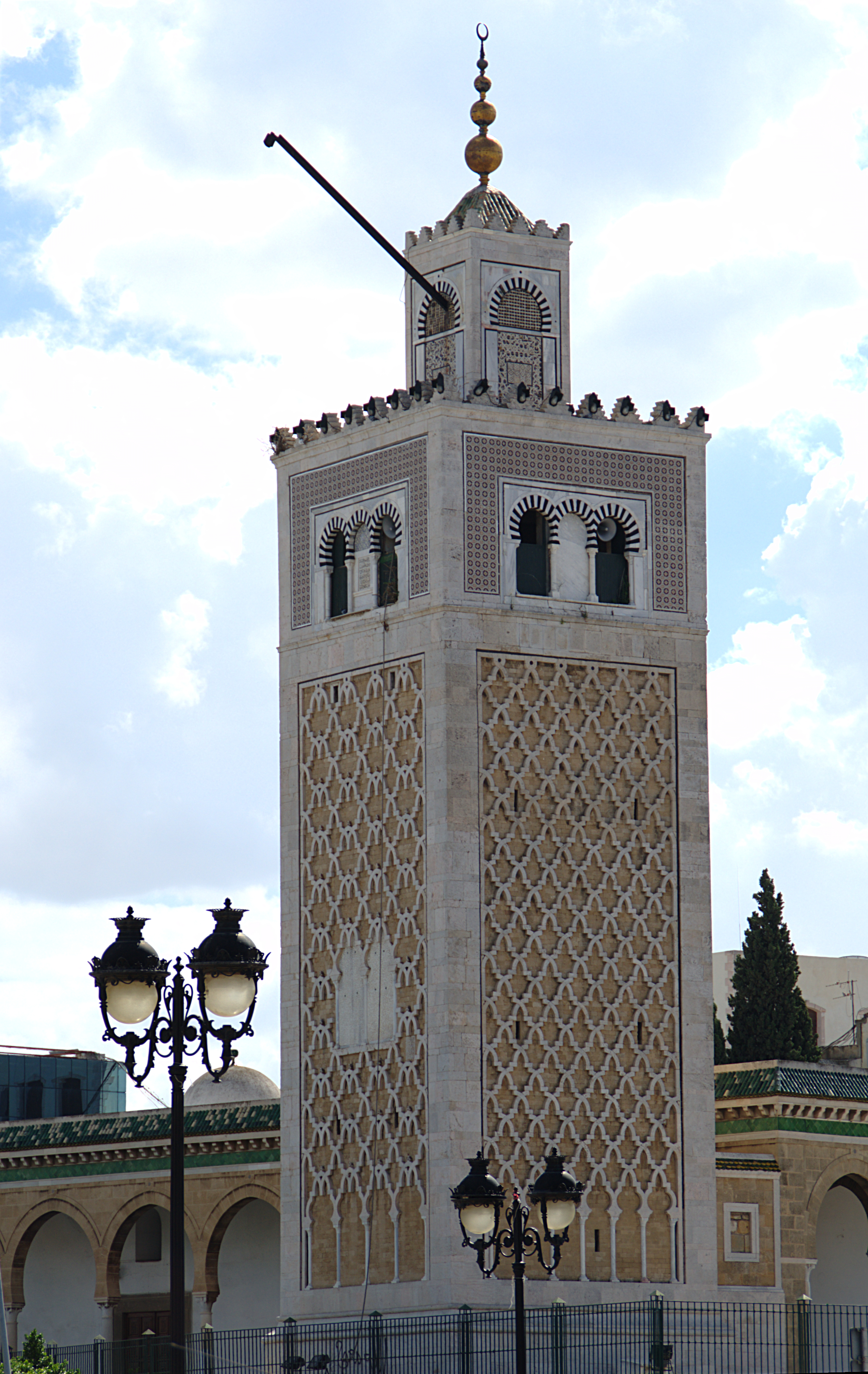
Minarete de la mezquita de la Qasba, Túnez, edificada por orden de Abū Zakariyyā.

Abu Zakariyya estableció su capital en Túnez, por lo que se construyen mezquitas, madrasas, zocos y otros edificios. Su trabajo fue la madrasa al-Shammā'iyya. y la mezquita de la Kasbah.
Comenzó a las relaciones diplomáticas y comerciales con el emperador Federico II de Suabia, con la Corona de Aragón, la Provenza, el Languedoc, con Venecia, Pisa y Génova. A partir del 1239 se acercó al Reino de Sicilia, reino al que pagó un tributo anual a cambio de la libertad de comercio y el aprovisionamiento de trigo siciliano. Al aumentar el comercio marítimo de Túnez se convirtió en un importante centro económico y cultural. En la ciudad durante su reinado se refugiaron muchos que huían de la Reconquista, dando la bienvenida a su corte de muchos notables y estudiosos de Andalucía.
Abu Zakariyya permitió a los judíos que se habían convertido al islam a la fuerza en época almohade retornar al judaísmo, volviendo a vivir en condiciones relativamente normales. Las sinagogas cerradas o destruidas en la época almohade se reabrieron o reconstruyeron. Los judíos jugaron un papel muy importante en la política económica y el comercio exterior desarrollado por Abu Zakariyya.
Murió en 1249 y fue sucedido en el trono por su hijo Muhámmad I al-Mustánsir.